# Phnom Bakheng

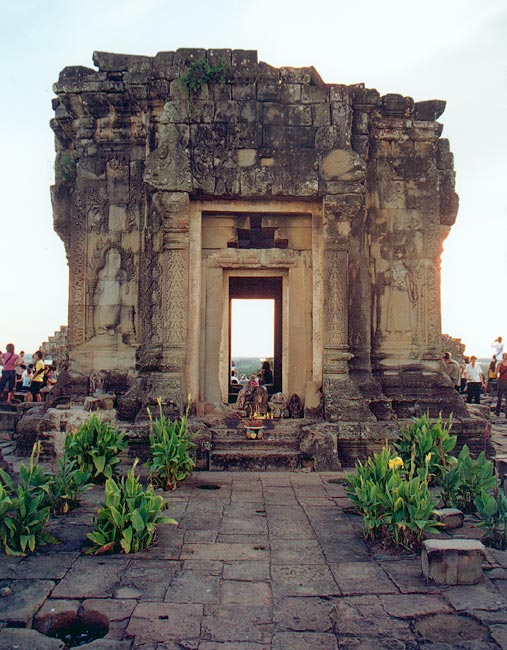
Visione frontale

Phnom Bakheng è uno dei templi del sito archeologico di Angkor, in Cambogia. È dedicato al culto del dio induista Shiva e assume la forma architettonica di tempio-montagna. Il tempio venne edificato durante il IX secolo dal sovrano Khmer Yasovarman I (889-910 d.C.). Il tempio giace sulla cima di una collina e questo lo rende una meta turistica molto interessante ai giorni nostri per diversi motivi, per esempio da quella postazione si può ammirare un tramonto particolarmente suggestivo, e anche perché consente di avere una visuale eccezionale del leggendario tempio di Angkor Wat (distante circa un kilometro e mezzo), per questi motivi è uno dei templi più visitati e apprezzati dell'intero sito archeologico.
Al momento della sua costruzione il tempio era senza dubbio il principale edificio di Angkor, infatti il sovrano che lo fece edificare aveva intenzione (e in seguito lo fece) di trasferire la sua capitale da Hariharalaya alla città appena fondata Yasodharapura, in cui Phnom Bakheng era il centro religioso e architettonico. L'egemonia architettonica di Phnom Bakheng durò due secoli circa, perché nella prima metà del XII secolo il sovrano Suryavarman II edificò il mastodontico tempio di Angkor Wat, che scavalcò Phnom Bakheng per grandezza e bellezza. Gli scavi seguenti al ritrovamento hanno evidenziato la presenza di un fossato largo 200 metri di circa 4 kilometri quadri, questo fossato segnava probabilmente il confine della città prima dell'espansione.
Questo tempio così come tutti gli altri templi-montagna sono strutturati in onore del Monte Meru, che secondo la cultura induista era una immensa montagna sacra al centro dell'universo in cui si rifugiavano gli dei e in cui risiedevano.
La base del tempio ha un lato di 76 metri, ed era strutturata a forma di piramide composta da 7 livelli, originariamente il tempio aveva anche diverse piccole torri (108 circa) attorno alla struttura principale al piano terra, e altre torri sui piani successivi, ai nostri giorni però tutte queste torri sono crollate.
Lo stesso sovrano edificò altri due templi in cima a colline, Phnom Krom e Phnom Bok (quest'ultimo vicino al Baray orientale).